# Conus tribunis
Conus tribunis é uma espécie de gastrópode do gênero Conus, pertencente à família Conidae.